# 3. ŽNL Osječko-baranjska NS Beli Manastir 2013./14.
Prvenstvo se igralo dvokružno. Ligu je osvojio NK Columbus 2005 Suza. Pored njega se u 2. ŽNL Osječko-baranjsku NS Beli Manastir plasirao i drugoplasirani NK Ribar Kopačevo.

## Tablica
| Mj. | Klub                   | Sus. | Pobj. | Ner. | Por. | GR.    | Bod.  |
| --- | ---------------------- | ---- | ----- | ---- | ---- | ------ | ----- |
| 1.  | NK Columbus 2005 Suza  | 24   | 21    | 2    | 1    | 117:17 | 65    |
| 2.  | NK Ribar Kopačevo      | 24   | 21    | 0    | 3    | 91:20  | 63 ↓1 |
| 3.  | NK Vardarac            | 24   | 21    | 0    | 3    | 90:15  | 63 ↓1 |
| 4.  | NK Radnički Mirkovac   | 24   | 14    | 2    | 8    | 58:52  | 44    |
| 5.  | NK Jovan Lazić Bolman  | 24   | 12    | 3    | 9    | 53:46  | 39    |
| 6.  | NK Sloga Gajić         | 24   | 9     | 6    | 9    | 53:64  | 33    |
| 7.  | NK Napredak Batina     | 24   | 8     | 5    | 11   | 46:47  | 29    |
| 8.  | NK Luč                 | 24   | 9     | 2    | 13   | 36:47  | 29    |
| 9.  | NK Croatia Branjin Vrh | 24   | 9     | 2    | 13   | 47:64  | 29    |
| 10. | NK Radnik Novi Bezdan  | 24   | 6     | 4    | 14   | 31:55  | 22    |
| 11. | NK Graničar Torjanci   | 24   | 3     | 3    | 18   | 25:71  | 12    |
| 12. | NK Zmaj Zmajevac       | 24   | 4     | 0    | 20   | 22:89  | 12    |
| 13. | NK Šampion Šumarina    | 24   | 2     | 5    | 17   | 24:106 | 11    |

## Rezultati
| NK Columbus 2005 Suza - NK Luč 9:1 NK Zmaj Zmajevac - NK Vardarac 0:3 NK Radnik Novi Bezdan - NK Radnički Mirkovac 4:0 NK Sloga Gajić - NK Napredak Batina 3:1 NK Ribar Kopačevo - NK Graničar Torjanci 4:0 NK Šampion Šumarina - NK Jovan Lazić Bolman 2:3 NK Croatia Branjin Vrh slobodan | NK Croatia Branjin Vrh - NK Šampion Šumarina 4:0 NK Jovan Lazić Bolman - NK Ribar Kopačevo 2:4 NK Graničar Torjanci - NK Sloga Gajić 0:3 NK Napredak Batina - NK Radnik Novi Bezdan 2:1 NK Radnički Mirkovac - NK Zmaj Zmajevac 4:2 NK Vardarac - NK Columbus 2005 Suza 1:0 NK Luč slobodan   | NK Ribar Kopačevo - NK Croatia Branjin Vrh 5:1 NK Sloga Gajić - NK Jovan Lazić Bolman 4:3 NK Radnik Novi Bezdan - NK Graničar Torjanci 2:1 NK Zmaj Zmajevac - NK Napredak Batina 2:3 NK Columbus 2005 Suza - NK Radnički Mirkovac 3:0 NK Luč - NK Vardarac 0:1 NK Šampion Šumarina slobodan  |
| NK Croatia Branjin Vrh - NK Sloga Gajić 5:3 NK Šampion Šumarina - NK Ribar Kopačevo 0:7 NK Jovan Lazić Bolman - NK Radnik Novi Bezdan 2:0 NK Graničar Torjanci - NK Zmaj Zmajevac 3:0 NK Napredak Batina - NK Columbus 2005 Suza 2:2 NK Radnički Mirkovac - NK Luč 3:1 NK Vardarac slobodan | NK Radnik Novi Bezdan - NK Croatia Branjin Vrh 1:3 NK Sloga Gajić - NK Šampion Šumarina 4:2 NK Zmaj Zmajevac - NK Jovan Lazić Bolman 1:0 NK Columbus 2005 Suza - NK Graničar Torjanci 5:1 NK Luč - NK Napredak Batina 3:2 NK Vardarac - NK Radnički Mirkovac 4:0 NK Ribar Kopačevo slobodan   | NK Croatia Branjin Vrh - NK Zmaj Zmajevac 4:1 NK Šampion Šumarina - NK Radnik Novi Bezdan 3:2 NK Ribar Kopačevo - NK Sloga Gajić 4:0 NK Jovan Lazić Bolman - NK Columbus 2005 Suza 0:5 NK Graničar Torjanci - NK Luč 2:5 NK Napredak Batina - NK Vardarac 0:2 NK Radnički Mirkovac slobodan  |
| NK Columbus 2005 Suza - NK Croatia Branjin Vrh 4:1 NK Zmaj Zmajevac - NK Šampion Šumarina 3:1 NK Radnik Novi Bezdan - NK Ribar Kopačevo 1:3 NK Luč - NK Jovan Lazić Bolman 1:2 NK Vardarac - NK Graničar Torjanci 6:0 NK Radnički Mirkovac - NK Napredak Batina 3:2 NK Sloga Gajić slobodan | NK Croatia Branjin Vrh - NK Luč 1:2 NK Šampion Šumarina - NK Columbus 2005 Suza 1:11 NK Ribar Kopačevo - NK Zmaj Zmajevac 11:1 NK Sloga Gajić - NK Radnik Novi Bezdan 3:1 NK Jovan Lazić Bolman - NK Vardarac 0:1 NK Graničar Torjanci - NK Radnički Mirkovac 1:2 NK Napredak Batina slobodan | NK Vardarac - NK Croatia Branjin Vrh 3:0 NK Luč - NK Šampion Šumarina 1:0 NK Columbus 2005 Suza - NK Ribar Kopačevo 4:0 NK Zmaj Zmajevac - NK Sloga Gajić 3:5 NK Radnički Mirkovac - NK Jovan Lazić Bolman 3:1 NK Napredak Batina - NK Graničar Torjanci 3:2 NK Radnik Novi Bezdan slobodan  |
| NK Croatia Branjin Vrh - NK Radnički Mirkovac 3:5 NK Šampion Šumarina - NK Vardarac 1:7 NK Ribar Kopačevo - NK Luč 3:0 NK Sloga Gajić - NK Columbus 2005 Suza 1:1 NK Radnik Novi Bezdan - NK Zmaj Zmajevac 2:0 NK Jovan Lazić Bolman - NK Napredak Batina 3:1 NK Graničar Torjanci slobodan | NK Napredak Batina - NK Croatia Branjin Vrh 2:2 NK Radnički Mirkovac - NK Šampion Šumarina 1:1 NK Vardarac - NK Ribar Kopačevo 0:3 NK Luč - NK Sloga Gajić 2:3 NK Columbus 2005 Suza - NK Radnik Novi Bezdan 3:0 NK Graničar Torjanci - NK Jovan Lazić Bolman 0:4 NK Zmaj Zmajevac slobodan   | NK Croatia Branjin Vrh - NK Graničar Torjanci 3:1 NK Šampion Šumarina - NK Napredak Batina 0:0 NK Ribar Kopačevo - NK Radnički Mirkovac 3:1 NK Sloga Gajić - NK Vardarac 2:3 NK Radnik Novi Bezdan - NK Luč 2:1 NK Zmaj Zmajevac - NK Columbus 2005 Suza 0:3 NK Jovan Lazić Bolman slobodan  |
| NK Jovan Lazić Bolman - NK Croatia Branjin Vrh 5:3 NK Graničar Torjanci - NK Šampion Šumarina 2:2 NK Napredak Batina - NK Ribar Kopačevo 0:1 NK Radnički Mirkovac - NK Sloga Gajić 3:1 NK Vardarac - NK Radnik Novi Bezdan 5:2 NK Luč - NK Zmaj Zmajevac 4:0 NK Columbus 2005 Suza slobodan | NK Luč - NK Columbus 2005 Suza 0:2 NK Vardarac - NK Zmaj Zmajevac 13:0 NK Radnički Mirkovac - NK Radnik Novi Bezdan 1:0 NK Napredak Batina - NK Sloga Gajić 1:1 NK Graničar Torjanci - NK Ribar Kopačevo 1:2 NK Jovan Lazić Bolman - NK Šampion Šumarina 5:1 NK Croatia Branjin Vrh slobodan  | NK Šampion Šumarina - NK Croatia Branjin Vrh 0:1 NK Ribar Kopačevo - NK Jovan Lazić Bolman 3:0 NK Sloga Gajić - NK Graničar Torjanci 2:2 NK Radnik Novi Bezdan - NK Napredak Batina 2:4 NK Zmaj Zmajevac - NK Radnički Mirkovac 2:3 NK Columbus 2005 Suza - NK Vardarac 1:0 NK Luč slobodan  |
| NK Croatia Branjin Vrh - NK Ribar Kopačevo 2:3 NK Jovan Lazić Bolman - NK Sloga Gajić 3:3 NK Graničar Torjanci - NK Radnik Novi Bezdan 0:0 NK Napredak Batina - NK Zmaj Zmajevac 2:1 NK Radnički Mirkovac - NK Columbus 2005 Suza 3:5 NK Vardarac - NK Luč 2:0 NK Šampion Šumarina slobodan | NK Sloga Gajić - NK Croatia Branjin Vrh 1:3 NK Ribar Kopačevo - NK Šampion Šumarina 5:0 NK Radnik Novi Bezdan - NK Jovan Lazić Bolman 0:3 NK Zmaj Zmajevac - NK Graničar Torjanci 2:3 NK Columbus 2005 Suza - NK Napredak Batina 5:2 NK Luč - NK Radnički Mirkovac 2:1 NK Vardarac slobodan   | NK Croatia Branjin Vrh - NK Radnik Novi Bezdan 1:1 NK Šampion Šumarina - NK Sloga Gajić 1:1 NK Jovan Lazić Bolman - NK Zmaj Zmajevac 3:0 NK Graničar Torjanci - NK Columbus 2005 Suza 0:6 NK Napredak Batina - NK Luč 3:3 NK Radnički Mirkovac - NK Vardarac 2:1 NK Ribar Kopačevo slobodan  |
| NK Zmaj Zmajevac - NK Croatia Branjin Vrh 0:1 NK Radnik Novi Bezdan - NK Šampion Šumarina 1:1 NK Sloga Gajić - NK Ribar Kopačevo 1:3 NK Columbus 2005 Suza - NK Jovan Lazić Bolman 4:1 NK Luč - NK Graničar Torjanci 1:0 NK Vardarac - NK Napredak Batina 2:0 NK Radnički Mirkovac slobodan | NK Croatia Branjin Vrh - NK Columbus 2005 Suza 0:7 NK Šampion Šumarina - NK Zmaj Zmajevac 2:0 NK Ribar Kopačevo - NK Radnik Novi Bezdan 9:0 NK Jovan Lazić Bolman - NK Luč 0:0 NK Graničar Torjanci - NK Vardarac 1:3 NK Napredak Batina - NK Radnički Mirkovac 1:2 NK Sloga Gajić slobodan   | NK Luč - NK Croatia Branjin Vrh 2:1 NK Columbus 2005 Suza - NK Šampion Šumarina 13:0 NK Zmaj Zmajevac - NK Ribar Kopačevo 1:7 NK Radnik Novi Bezdan - NK Sloga Gajić 3:3 NK Vardarac - NK Jovan Lazić Bolman 4:0 NK Radnički Mirkovac - NK Graničar Torjanci 4:0 NK Napredak Batina slobodan |
| NK Croatia Branjin Vrh - NK Vardarac 0:5 NK Šampion Šumarina - NK Luč 0:2 NK Ribar Kopačevo - NK Columbus 2005 Suza 1:2 NK Sloga Gajić - NK Zmaj Zmajevac ppd NK Jovan Lazić Bolman - NK Radnički Mirkovac 3:3 NK Graničar Torjanci - NK Napredak Batina 0:1 NK Radnik Novi Bezdan slobodan | NK Radnički Mirkovac - NK Croatia Branjin Vrh 2:4 NK Vardarac - NK Šampion Šumarina 14:2 NK Luč - NK Ribar Kopačevo 0:2 NK Columbus 2005 Suza - NK Sloga Gajić 8:0 NK Zmaj Zmajevac - NK Radnik Novi Bezdan 1:0 NK Napredak Batina - NK Jovan Lazić Bolman 3:4 NK Graničar Torjanci slobodan  | NK Croatia Branjin Vrh - NK Napredak Batina 0:5 NK Šampion Šumarina - NK Radnički Mirkovac 2:9 NK Ribar Kopačevo - NK Vardarac 1:3 NK Sloga Gajić - NK Luč 4:3 NK Radnik Novi Bezdan - NK Columbus 2005 Suza 2:6 NK Jovan Lazić Bolman - NK Graničar Torjanci 3:0 NK Zmaj Zmajevac slobodan  |
| NK Graničar Torjanci - NK Croatia Branjin Vrh 2:6 NK Napredak Batina - NK Šampion Šumarina 6:0 NK Radnički Mirkovac - NK Ribar Kopačevo 0:4 NK Vardarac - NK Sloga Gajić 6:0 NK Luč - NK Radnik Novi Bezdan 1:2 NK Columbus 2005 Suza - NK Zmaj Zmajevac 8:0 NK Jovan Lazić Bolman slobodan | NK Croatia Branjin Vrh - NK Jovan Lazić Bolman 0:2 NK Šampion Šumarina - NK Graničar Torjanci 2:3 NK Ribar Kopačevo - NK Napredak Batina 3:0 NK Sloga Gajić - NK Radnički Mirkovac 2:3 NK Radnik Novi Bezdan - NK Vardarac 0:1 NK Zmaj Zmajevac - NK Luč 2:1 NK Columbus 2005 Suza slobodan   | |